# Sastamala
Sastamala [ˈsɑstɑˌmɑlɑ] ist eine Stadt im Westen Finnlands, die zum Jahresbeginn 2009 durch den Zusammenschluss der Stadt Vammala und der Gemeinden Äetsä und Mouhijärvi entstand. Seit 2013 gehört auch Kiikoinen dazu.

## Geographie
Sastamala liegt im Westen der Landschaft Pirkanmaa an der Grenze zu Satakunta. Nachbarstädte und -gemeinden sind Ikaalinen im Norden, Hämeenkyrö, Nokia und Vesilahti im Osten, Punkalaidun im Südosten, Huittinen im Südwesten, Kokemäki, Kiikoinen und Lavia im Westen sowie Kankaanpää im Nordwesten.
Das Stadtgebiet von Sastamala umfasst ein Gebiet von 1385,93 Quadratkilometern an den Ufern des Rautavesi-See. Damit ist Sastamala flächenmäßig größer als Berlin. Tatsächlich handelt es sich aber um kein städtisch strukturiertes Gebiet. Vielmehr besteht das Stadtgebiet aus mehreren Siedlungszentren und den dazwischenliegenden ländlichen Gebieten.

## Geschichte

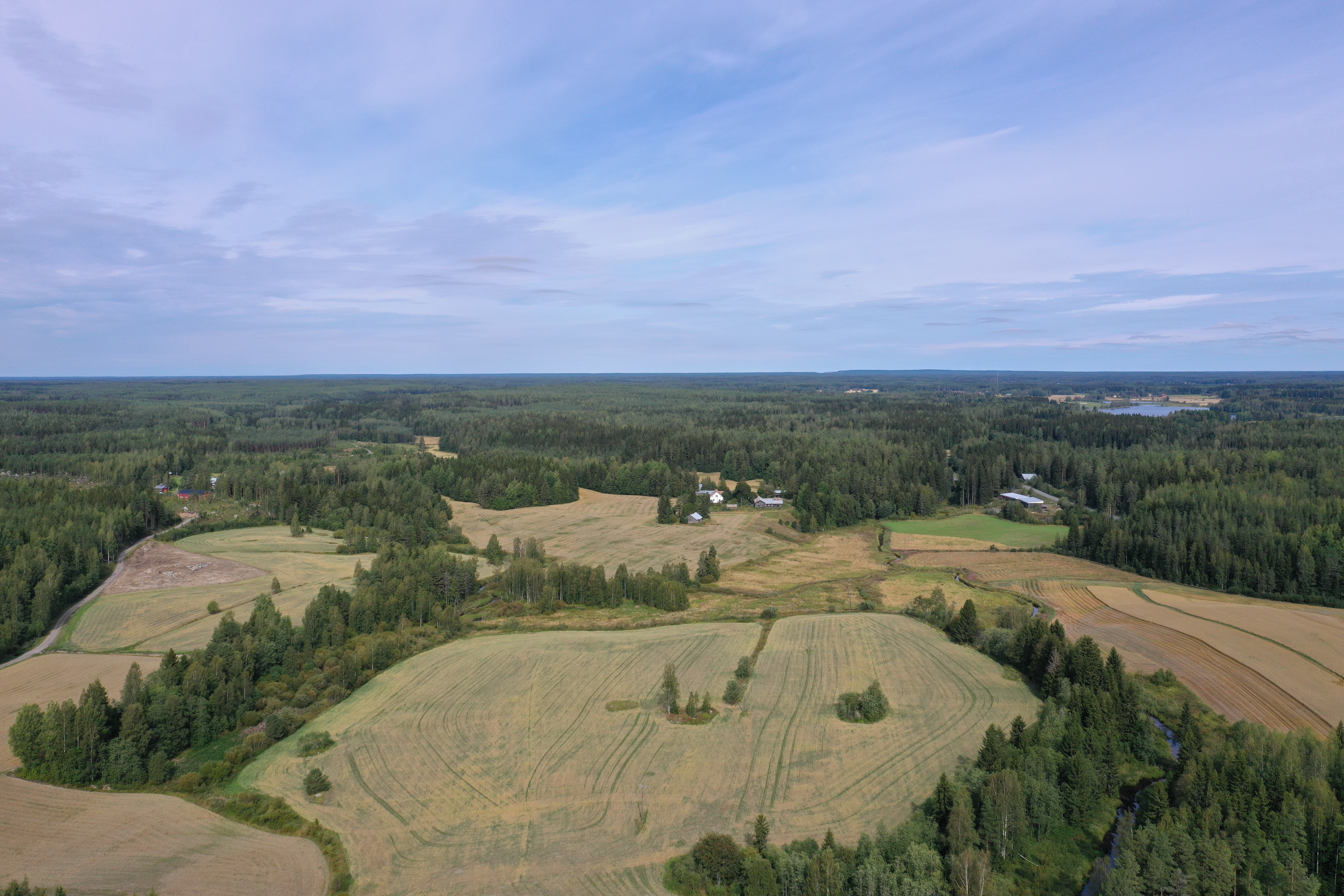
Kukkula Steinzeitsiedlung in Sastamala

Ein Kirchspiel Sastamala bestand bereits seit dem 13. Jahrhundert und umfasste anfangs ein sehr weites Gebiet. Im 15. Jahrhundert löste sich das Kirchspiel Ala-Sastamala („Nieder-Sastamala“). Dieses spaltete sich später in die Gemeinden Karkku, Tyrvää, Kiikoinen und Kiikka. Aus dem verbliebenen Ylä-Sastamala („Ober-Sastamala“) entwickelten sich Mouhijärvi, Suodenniemi und Lavia.
Der Ort Vammala wurde 1907 als eigenständiger Marktflecken (kauppala) gegründet, 1965 erhielt der Ort das Stadtrecht. 1973 wurden Karkku und Tyrvää in Vammala eingemeindet, 2007 folgte die Eingemeindung von Suodenniemi. Die Gemeinde Äetsä entstand 1981 durch die Fusion der Gemeinden Kiikka und Keikyä. Im Jahr 2007 beschlossen die Stadt Vammala und die Gemeinden Äetsä und Mouhijärvi, sich zu einer neuen Stadt zusammenzuschließen. Hingegen entschied sich die Gemeinde Punkalaidun gegen einen geplanten Anschluss. Als Name für die neue Stadt war anfangs Rautavesi nach dem gleichnamigen See im Gespräch, letztlich entschied man sich als Rückgriff auf das mittelalterliche Kirchspiel auf den Namen Sastamala. Als Wappen wurde das Wappen der ehemaligen Gemeinde Karkku gewählt.

## Städtepartnerschaften
- Skövde, Schweden
- Ringsted, Dänemark
- Halden, Norwegen
- Kaschin, Russland
- Kuressaare, Estland
- Vásárosnamény, Ungarn

## Persönlichkeiten
- Veera Mattila (* 2003), Mittelstreckenläuferin